# Ron Horn
Ronald Leroy Horn, detto Ron (Marion, 24 maggio 1938 – 5 ottobre 2002), è stato un cestista statunitense, professionista nella ABL, nella NBA e nella ABA.

## Carriera
Venne selezionato dai St. Louis Hawks al secondo giro del Draft NBA 1961 (21ª scelta assoluta).